# York University
L'Università di York (York University, YU) è un ente di istruzione superiore federale canadese con sede a Toronto in Ontario.

## Storia
Fondata nel 1959,  è la più grande università nella Provincia dell'Ontario.